# Flandria Zachodnia
Flandria Zachodnia (nld. Provincie West-Vlaanderen, wym. [ˌβ̞ɛstˈfla.ndərə(n)]; fr. Province de Flandre-Occidentale; niem. Provinz Westflandern) – prowincja w zachodniej Belgii, w Regionie Flamandzkim, ze stolicą w Brugii. Leży nad Morzem Północnym.
Graniczy z Francją, Niderlandami oraz prowincjami: Flandria Wschodnia i Hainaut. Zajmuje powierzchnię 3144 km², a zamieszkują ją 1 209 011 osób (1 stycznia 2022).

## Podział administracyjny
Prowincja podzielona jest na osiem okręgów (nl. i fr. Arrondissement, niem. Bezirk), w skład których wchodzą 64 gminy (nld. Gemeente, fr. commune, niem. Gemeinde): 
| Lp. | Nazwa okręgu                      | Powierzchnia km² | Ludność (1 stycznia 2022) | Liczba gmin |
| --- | --------------------------------- | ---------------- | ------------------------- | ----------- |
| 1.  | Brugia (Brugge / Bruges / Brügge) | 661,29           | 283 405                   | 10          |
| 2.  | Diksmuide (Dixmude)               | 362,42           | 51 982                    | 5           |
| 3.  | Ieper (Ypres / Ypern)             | 549,62           | 107 022                   | 8           |
| 4.  | Kortrijk (Courtrai)               | 402,87           | 295 981                   | 12          |
| 5.  | Ostenda (Ostende)                 | 291,58           | 158 149                   | 7           |
| 6.  | Roeselare (Roulers)               | 271,54           | 156 309                   | 8           |
| 7.  | Tielt                             | 329,79           | 94 382                    | 9           |
| 8.  | Veurne (Furnes)                   | 275,21           | 61 781                    | 5           |